# Alekna
Alekna ist ein litauischer männlicher Familienname.

## Weibliche Formen
- Aleknaitė (ledig)
- Aleknienė (verheiratet)

## Namensträger
- Jurgis Alekna (1873–1952), litauischer Arzt, Politiker und Vizeminister
- Martynas Alekna (* 2000), litauischer Diskuswerfer
- Mykolas Alekna (* 2002), litauischer Diskuswerfer
- Raimundas Alekna (* 1959), litauischer Psychotherapeut und Politiker, Mitglied des Seimas und Gesundheitsminister
- Virgilijus Alekna (* 1972), litauischer Diskuswerfer